# Psychoda sarcophila
Psychoda sarcophila är en tvåvingeart som beskrevs av Vaillant 1988. Psychoda sarcophila ingår i släktet Psychoda och familjen fjärilsmyggor.
Artens utbredningsområde är Frankrike. Inga underarter finns listade i Catalogue of Life.